# Фабрика (Долина Аосте)
Фабрика је насеље у Италији у округу Долина Аосте, региону Долина Аосте.
Према процени из 2011. у насељу је живело 280 становника. Насеље се налази на надморској висини од 393 м.